# Ісхак ібн Ісмаїл
Ісхак ібн Ісмаїл (д/н — 853) — 4-й емір аль-Тефеліса у 833—853 роках. Держава в цей час досягла найбільшого піднесення. Відомий також як Саак ібн Ізмаїл.

## Життєпис
Походив з роду Шуабідів, ймовірно спорідненого з Омейядами. Син Ісмаїла, еміра Тбілісі. 813 року той загинув у битві з Ашотом I, ерісмтаваром Іберії.
829 року після смерті стрийка Алі успадкував владу. Продовжував зміцнювати владу на Кавказі. У 831—833 роках скористався війною абхазького царя Теодозіо II з Візантією декілька разів атакував того, змусивши сплачувати данину.
В наступні роки допомагав арабським військам у війнах проти Візантії та її союзника Баграта I, ерісматавара Іберії. Зрештою до 839 року перетворив свій емірат на провідну державу в центральному Кавказі. Для зміцнення свого становища пошлюбив доньку володаря Саріра.
Перестав сплачувати данину багдадському халіфу, що спричинило вторгнення арабського війська на чолі із Мухаммедом ібн Халідом, намісником халіфа на Кавказі. Останнього підтримали також Абхазія і Іберія. В свою чергу союзником Ісхака виступив Самуїл Донаурі, еріставі-хорєпископ Кахетії. У битві біля міста Рех еміро-кахетінські війська змусили супротивника відступити.
В подальшому на бік Ісхака перейшов Гурам Мамалі, брат Баграта I, який вимушений був офіційно відмовитися від Шида Іберії та виплатити данину.
853 року нове арабське військо на чолі з Бугою аль-Кабіром вдерлося до Тбіліського емірату. Після поразки неподалік від своєї столиці Ісхак відступив до аль-Тефеліса. Запекла оборона міста завершилася падінням та плюндруванням столиці емірату. Самого Ісхака було схоплено й страчено — розіп'ято на хресті. Його діти втекли до Кларджеті (за легендою поклали основу роду Саакадзе).
Новим еміром аль-Тефеліса було поставлено Мухаммада ібн Халіла з роду Шейбанідів.